# Alen Stevanović
Alen Stevanović (Servisch: Ален Стевановић) (Zürich, 7 januari 1991) is een Zwitsers-Servisch voetballer die doorgaans speelt als vleugelspeler. In juli 2024 verruilde hij Jamshedpur voor IMT Belgrado. Stevanović maakte in 2012 zijn debuut in het Servisch voetbalelftal.

## Clubcarrière
Stevanović verhuisde op zijn derde van Zwitserland naar Servië en aldaar begon hij met spelen in de jeugd van Radnički Belgrado. Die club verliet hij in 2008 voor Radnički Obrenovac. Op 9 januari 2009 vloog de middenvelder naar Italië voor een stage bij Internazionale; daar tekende hij in februari van dat jaar dan ook een contract. Op 8 januari 2010 mocht hij, door blessures van Esteban Cambiasso, Sulley Muntari en Rene Krhin, voor het eerst invallen voor Inter, namelijk tegen Siena (4–3 winst). Op 22 juli 2010 verkocht Inter de helft van zijn rechten voor twee miljoen euro aan Torino. Op 24 maart 2011 werd Stevanović voor een half jaar verhuurd aan Toronto. Bij de Canadese club, uitkomend in de Major League Soccer, speelde hij uiteindelijk elf wedstrijden. In de zomer van 2013 werd hij opnieuw verhuurd, dit keer aan Palermo. Later speelde Stevanović achtereenvolgens op huurbasis voor Bari en Spezia. In 2015 maakte de vleugelspeler de overstap naar Partizan, waar hij zijn handtekening zette onder een driejarige verbintenis. In januari 2018 maakte de Serviër de overstap naar Shonan Bellmare. Na een jaar verliet hij de club. In februari 2019 kreeg Stevanović een contract voor anderhalf jaar voor Wisła Płock. Aan het einde van het jaar vertrok hij uit Polen. Na een jaar zonder club tekende hij voor een jaar bij Tsarsko Selo. In januari 2022 stapte Stevanović over naar IMT Belgrado. Jamshedpur nam hem in juli 2023 transfervrij over. Na een jaar in India keerde hij terug bij IMT.

## Clubstatistieken
| Seizoen | Club            | Competitie          | Competitie | Competitie | Beker | Beker | Internationaal | Internationaal | Totaal | Totaal |
| Seizoen | Club            | Competitie          | Wed.       | Dlp.       | Wed.  | Dlp.  | Wed.           | Dlp.           | Wed.   | Dlp.   |
| ------- | --------------- | ------------------- | ---------- | ---------- | ----- | ----- | -------------- | -------------- | ------ | ------ |
| 2009/10 | Internazionale  | Serie A             | 1          | 0          | 0     | 0     | 0              | 0              | 1      | 0      |
| 2010/11 | Torino          | Serie B             | 8          | 0          | 2     | 0     | —              | —              | 10     | 0      |
| 2011    | → Toronto       | Major League Soccer | 12         | 0          | 1     | 0     | —              | —              | 13     | 0      |
| 2011/12 | Torino          | Serie B             | 34         | 3          | 2     | 0     | —              | —              | 36     | 3      |
| 2012/13 | Torino          | Serie A             | 15         | 2          | 2     | 0     | —              | —              | 17     | 2      |
| 2013/14 | → Palermo       | Serie B             | 21         | 0          | 1     | 0     | —              | —              | 22     | 0      |
| 2014/15 | → Bari          | Serie B             | 16         | 1          | 0     | 0     | —              | —              | 16     | 1      |
| 2014/15 | → Spezia        | Serie B             | 9          | 1          | 0     | 0     | —              | —              | 9      | 1      |
| 2015/16 | Partizan        | Superliga           | 20         | 3          | 5     | 1     | 3              | 0              | 28     | 4      |
| 2016/17 | Partizan        | Superliga           | 17         | 2          | 1     | 0     | 1              | 0              | 19     | 2      |
| 2017/18 | Partizan        | Superliga           | 0          | 0          | 0     | 0     | 0              | 0              | 0      | 0      |
| 2018    | Shonan Bellmare | J1 League           | 8          | 2          | 3     | 0     | —              | —              | 11     | 2      |
| 2018/19 | Wisła Płock     | Ekstraklasa         | 9          | 1          | 0     | 0     | —              | —              | 9      | 1      |
| 2019/20 | Wisła Płock     | Ekstraklasa         | 1          | 0          | 0     | 0     | —              | —              | 1      | 0      |
| 2020/21 | Tsarsko Selo    | Parva Liga          | 4          | 0          | 1     | 0     | —              | —              | 5      | 0      |
| 2021/22 | Tsarsko Selo    | Parva Liga          | 17         | 1          | 0     | 0     | —              | —              | 17     | 1      |
| 2021/22 | IMT Belgrado    | Prva Liga           | 15         | 4          | 2     | 0     | —              | —              | 17     | 4      |
| 2022/23 | IMT Belgrado    | Prva Liga           | 24         | 3          | 1     | 0     | —              | —              | 25     | 3      |
| 2023/24 | Jamshedpur      | ISL                 | 16         | 0          | 0     | 0     | —              | —              | 16     | 0      |
| 2024/25 | IMT Belgrado    | Prva Liga           | 1          | 0          | 0     | 0     | —              | —              | 1      | 0      |
| Totaal  | Totaal          | Totaal              | 248        | 23         | 21    | 1     | 4              | 0              | 273    | 24     |

Bijgewerkt op 24 juli 2024.

## Interlandcarrière
Stevanović mocht spelen voor de nationale elftallen van zowel Zwitserland als Servië. Hij koos voor het tweede land. Voor Servië speelde hij zijn eerste duel op 12 oktober 2012, toen met 0–3 verloren werd van België door twee doelpunten van Kevin De Bruyne en een van Christian Benteke. Stevanović mocht van bondscoach Siniša Mihajlović na zevenenzestig minuten als invaller voor Zoran Tošić het veld betreden. De andere Servische debutant dit duel was Marko Šćepović (Partizan).
| Interlands van Alen Stevanović voor Servië | Interlands van Alen Stevanović voor Servië | Interlands van Alen Stevanović voor Servië | Interlands van Alen Stevanović voor Servië | Interlands van Alen Stevanović voor Servië | Interlands van Alen Stevanović voor Servië |
| №                                          | Datum                                      | Wedstrijd                                  | Uitslag                                    | Competitie                                 | Goals                                      |
| Als speler bij Torino                      | Als speler bij Torino                      | Als speler bij Torino                      | Als speler bij Torino                      | Als speler bij Torino                      | Als speler bij Torino                      |
| ------------------------------------------ | ------------------------------------------ | ------------------------------------------ | ------------------------------------------ | ------------------------------------------ | ------------------------------------------ |
| 1                                          | 12 oktober 2012                            | Servië – België                            | 0 – 3                                      | WK 2014 kwalificatie                       |                                            |
| 2                                          | 22 maart 2013                              | Kroatië – Servië                           | 2 – 0                                      | WK 2014 kwalificatie                       |                                            |
| 3                                          | 26 maart 2013                              | Servië – Schotland                         | 2 – 0                                      | WK 2014 kwalificatie                       |                                            |

## Erelijst
| Competitie     |                |                |                |                |
| Competitie     | Aantal         | Jaren          |                |                |
| Internazionale | Internazionale | Internazionale | Internazionale | Internazionale |
| -------------- | -------------- | -------------- | -------------- | -------------- |
| Serie A        | 1              | 2009/10        |                |                |
| Palermo        |                |                |                |                |
| Serie B        | 1              | 2013/14        |                |                |
| Partizan       |                |                |                |                |
| Lav Kup        | 1              | 2015/16        |                |                |